# Cantone di Creney-près-Troyes
Il Cantone di Creney-près-Troyes è una divisione amministrativa dell'arrondissement di Nogent-sur-Seine e dell'arrondissement di Troyes.
È stato costituito a seguito della riforma approvata con decreto del 21 febbraio 2014, che ha avuto attuazione dopo le elezioni dipartimentali del 2015.

## Composizione
I comuni appartenenti al cantone sono i seguenti 33:
- Bessy
- Boulages
- Champfleury
- Chapelle-Vallon
- Charny-le-Bachot
- Châtres
- Chauchigny
- Creney-près-Troyes
- Droupt-Saint-Basle
- Droupt-Sainte-Marie
- Étrelles-sur-Aube
- Fontaine-les-Grès
- Les Grandes-Chapelles
- Lavau
- Longueville-sur-Aube
- Mergey
- Méry-sur-Seine
- Mesgrigny
- Plancy-l'Abbaye
- Prémierfait
- Rhèges
- Rilly-Sainte-Syre
- Saint-Benoît-sur-Seine
- Saint-Mesmin
- Saint-Oulph
- Sainte-Maure
- Salon
- Savières
- Vailly
- Vallant-Saint-Georges
- Viâpres-le-Petit
- Villacerf
- Villechétif